# Imputabilità
Con imputabilità, nel diritto penale, si indica la condizione sufficiente ad attribuire a un soggetto giuridico il fatto tipico e antigiuridico commesso e a mettere in conto le conseguenze giuridiche. Nessuno può essere imputabile se al momento del reato non era in grado di intendere o di volere, ma l'incapacità non esclude l'imputabilità quando è dovuta a colpa del soggetto (una persona che si è procurata un'ubriacatura e pur non essendo in grado di intendere e di volere fracassa una vetrina è imputabile).

## Nozione
La nozione di imputabilità, accolta nel nostro ordinamento all'art. 85 del codice penale, racchiude dunque i concetti di:
- capacità di intendere, vale a dire attitudine dell'individuo a comprendere il significato delle proprie azioni nel contesto in cui agisce. I periti e gli psichiatri forensi tendono quasi sempre a riconoscere la capacità di intendere tranne che nei casi di delirio, allucinazioni e, in genere, fenomeni di assoluto scompenso rispetto alla realtà.
- capacità di volere, intesa come potere di controllo dei propri stimoli e impulsi ad agire. Dal punto di vista della prova dell'imputabilità è un fattore molto difficile da dimostrare nel processo.

Va precisato che il concetto di capacità di intendere e di volere va inteso come necessariamente comprensivo di entrambe le capacità: l'imputabilità viene dunque meno allorché difetti anche una sola delle suddette attitudini.

## Teorie sul fondamento
Sulla necessità dell'imputabilità, per la legge esistono svariate teorie:
- Teoria del libero arbitrio: è la teoria classica e più antica, che ancora vanta numerosissimi seguaci. Secondo questa concezione, è imputabile chi, davanti alla scelta fra bene e male, abbia scelto il secondo, soltanto per il proprio libero arbitrio. Le accuse mosse a questa teoria sono il carattere troppo vago e filosofico (la questione se esista un libero arbitrio, tra l'altro, è aperta da secoli nel campo della filosofia).
- Teoria della normalità: secondo questa teoria, è imputabile solo l'uomo normale, l'unico spiritualmente sano e maturo, il quale reagisce in un determinato modo a certi motivi. Tuttavia le critiche mosse sono numerose, essendo il concetto di "uomo normale" abbastanza evanescente e comprendendo la categoria degli "anormali", a rigor di logica, i delinquenti più pericolosi
- Teoria dell'identità personale: per questa teoria l'imputabilità sussiste ogni volta che l'atto commesso dal soggetto sia riconducibile alla sua personalità, come un manifestarsi del proprio Io. Partendo, tuttavia, dal presupposto che anche l'infermo mentale compia atti affini alla sua personalità distorta dal malessere, si ritorna ad ammettere un soggetto "anormale", come nella teoria precedente.
- Teoria dell'intimidabilità: questa teoria parte dal presupposto che la pena sia una minaccia con efficacia intimidatoria, la quale non può essere recepita dagli immaturi, gli infermi e soggetti simili. Sebbene più solida ed evoluta delle teorie precedenti, questa concezione offre il fianco facilmente a chi afferma che in realtà la minaccia intimorisca chiunque, animali compresi.
- Teoria della scuola positiva: la più particolare fra le teorie già esposte. Non concepisce soggetti imputabili o non imputabili, bensì sostiene che ogni uomo, in quanto tale, possa commettere un reato e debba, in tal caso, sottostare alla decisione dello stato, il quale deve essere in grado di impedire che il colpevole del reato possa commettere nuovamente il proprio crimine. La pena è, in quest'ottica, una misura difensiva dello stato nei confronti di sé stesso, piuttosto che un accanimento contro il colpevole. Essa è quindi una misura di miglioramento e cozza decisamente con la sua controparte nel diritto positivo italiano, che la concepisce principalmente come castigo.
- Teoria della responsabilità umana: di concezione moderna, dibattuta e discussa, viene proposta da alcuni giuristi e da vari manuali del diritto penale, come soluzione alle teorie precedenti. Secondo questa teoria, ciò che rende imputabile un soggetto è la capacità di rendersi conto dell'anti-socialità dei suoi atti. Essendo la pena una sofferenza, sarebbe ingiusto e deplorevole comminarla a una persona che già di per sé soffre di immaturità o per malattia, bensì si dovrebbero attuare misure di sicurezza per tutelare sia il soggetto in questione sia la comunità. Tuttavia, gli stessi promotori di questa concezione, rendono evidente il fatto che sia imperniata in una concezione comune e diffusa, che potrebbe mutare nel tempo come cambia la coscienza sociale.

## Cause che elidono o diminuiscono l'imputabilità
Il codice penale stabilisce agli articoli dal n. 88 al n. 98 alcuni casi in cui l'imputabilità è esclusa ovvero diminuita. Si tratta della:
- Minore età
- Infermità di mente
- Il sordomutismo
- L'ubriachezza
- L'azione di stupefacenti

### Minore età
Per espressa previsione dell'art. 97 non è imputabile chi al momento in cui ha commesso il fatto non aveva compiuto quattordici anni. Il legislatore ha dunque fissato  una presunzione iuris et de iure di non imputabilità del minore degli anni 14, il quale tuttavia, se giudicato socialmente pericoloso, può essere sottoposto alla misura di sicurezza del ricovero in un riformatorio giudiziario o quella della libertà vigilata. Dalla prima metà degli anni '90, vi sono state e continuano a esservi diverse proposte per l'abbassamento dell'imputabilità a 12 anni, ma non hanno ancora trovato la piena approvazione.
Nel caso dei minori ricompresi tra gli anni 14 e gli anni 18 l'imputabilità va giudicata caso per caso, in concreto e in relazione al fatto commesso. Il giudice dovrà dunque appurare la concreta capacità di intendere e di volere del minore degli anni 18 al momento in cui ha commesso il fatto. In caso di mancanza di tale capacità il minore non è punibile. Nel diverso caso in cui il minore degli anni 18 è capace di intendere e di volere al momento della commissione del fatto viene considerato punibile, ma la pena è diminuita, si parla allora di semimputabilità.

### Infermità di mente
Ai fini della imputabilità il codice penale distingue il vizio totale di mente e il vizio parziale di mente. 
- Il vizio totale di mente si ha, ai sensi dell'art. 88, allorché colui che ha commesso il fatto era per infermità in tale stato di mente da escludere la capacità di intendere e di volere. La conseguenza è la non punibilità dell'agente. In tal caso però il giudice potrà disporre la misura di sicurezza della REMS, ma solo ove accerti in concreto gli estremi della pericolosità sociale psichiatrica.
- Il vizio parziale di mente si ha, in base all'art. 89, allorché colui che ha commesso il fatto era per infermità in tale stato di mente da scemare grandemente senza escludere la capacità di intendere e di volere. In tal caso il soggetto risponderà egualmente del reato commesso, ma la pena è diminuita.

I manuali più aggiornati di psichiatria forense ritengono tale distinzione arbitraria. Spesso la scelta tra vizio parziale e vizio totale è dettata da una ragione di opportunità, perché con il vizio parziale di mente il soggetto, pur imputabile, può ottenere un trattamento di pena più lieve.

### Il sordomutismo
Sancisce l'art. 96 che "non è imputabile il sordomuto che, nel momento in cui ha commesso il fatto, non aveva per causa della sua infermità, la capacità di intendere e di volere". Anche in tal caso, come già per l'infermità di mente, qualora il sordomutismo non escluda, ma limiti grandemente la capacità di intendere e di volere, la punibilità non è esclusa e la pena è diminuita.

### L'ubriachezza
L'ubriachezza può essere definita come una alterazione temporanea e reversibile dei processi cognitivi e volitivi di un soggetto in seguito alla ingestione di sostanze alcoliche.
Il codice penale, in relazione all'imputabilità, distingue:
- L'ubriachezza accidentale o fortuita: è definita in tal modo l'ubriachezza che deriva da caso fortuito o forza maggiore. Si pensi ad esempio all'individuo che lavora in una distilleria di alcool e che si ubriachi in seguito a una fuoriuscita accidentale di gas etilico. Se l'ubriachezza è tale da escludere la capacità di intendere e di volere il soggetto non è punibile; se invece non esclude, ma scema grandemente la capacità di intendere e di volere la pena viene applicata, ma in misura ridotta.
- L'ubriachezza volontaria o colposa
- L'ubriachezza preordinata si ha nell'ipotesi in cui un soggetto si ponga volontariamente in stato di incapacità di intendere o di volere al fine di commettere un reato o al fine di procurarsi una scusa: in tal caso la imputabilità non è esclusa e la pena è aggravata. Si tratta di una ipotesi specifica di actio libera in causa;
- L'ubriachezza abituale si ha in riferimento a un soggetto che sia dedito al consumo di sostanze alcoliche e che sia di frequente in stato di ubriachezza. In tal caso la ubriachezza non esclude l'imputabilità e la pena è aggravata;
- La cronica intossicazione da alcool si ha, secondo la giurisprudenza della Suprema Corte, qualora l'intossicazione sia, per il suo carattere ineliminabile, tale da comportare una malattia psichica di carattere patologico. Si applica in tale caso la medesima disciplina prevista per il vizio di mente in quanto colui che compie l'azione a causa della cronica intossicazione da alcool o da sostanze stupefacenti non riacquista in nessun frangente la capacità di intendere e volere contrariamente a chi è in stato di ubriachezza abituale.

La disciplina dell'ubriachezza è equipollente all'imputabilità derivante dall'assunzione di sostanze stupefacenti.